# Nymphopsis varipes
Nymphopsis varipes är en havsspindelart som beskrevs av Stock, J.H. 1962. Nymphopsis varipes ingår i släktet Nymphopsis och familjen Ammotheidae. Inga underarter finns listade i Catalogue of Life.